# Drosophila tripunctata
Drosophila tripunctata is een vliegensoort uit de familie van de fruitvliegen (Drosophilidae). De wetenschappelijke naam van de soort werd voor het eerst geldig gepubliceerd in 1862 door Friedrich Hermann Loew.